# Euphaea variegata
Euphaea variegata là loài chuồn chuồn trong họ Euphaeidae (Epallagidae). Loài này được Rambur mô tả khoa học đầu tiên năm 1842.